# سان جورجو إيونيكو
سان جورجو إيونيكو (بالإيطالية: San Giorgio Ionico)‏ هي بلدية في مقاطعة تارانتو في إقليم بوليا الإيطالي.

## السكان
في سنة 1861 بلغ عدد السكان 1٬990 نسمة، وتطور العدد ليصل في سنة 2011 لـ 15٬676 نسمة.
يظهر هذا المخطط البياني تطور النمو السكاني لـ سان جورجو إيونيكو

## أعلام
- انجيلو جريجوتشي